# 阿茲列里中心

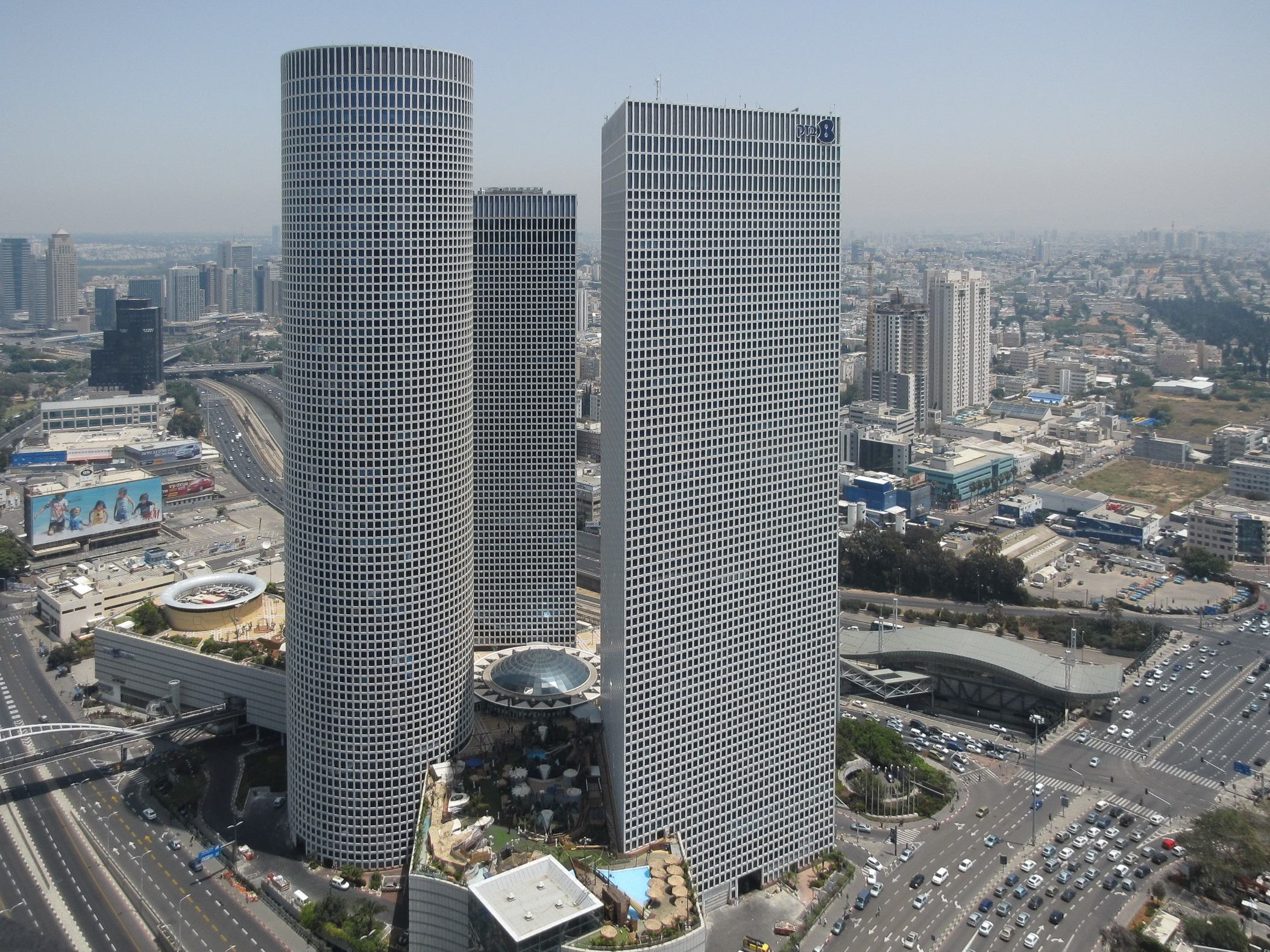

阿茲列里中心是位於以色列特拉維夫市中心的一個高層建築群，包括了三棟建築。阿茲列里中心在1998年啟用。三棟高層建築底部的共通部分是購物中心。阿茲列里中心包括了圓塔、三角塔、四角塔三座高層建築，其中最高的是圓塔，高187米。三角塔高169米，方塔高154米。阿茲列里中心內還有電影院等設施。

## 外部連結
- Catch up for Tower 3 （页面存档备份，存于） - World Architecture News